# Gélose PDA
La gélose dextrosée à la pomme de terre (en abrégé « PDA », pour Potato dextrose agar) est un milieu de culture microbiologique courant produit à base d'infusion de pomme de terre et de dextrose. 

## Utilisation
C'est le milieu de culture le plus largement utilisé pour cultiver des mycètes et des bactéries qui attaquent les plantes vivantes ou la matière organique végétale en décomposition.

## Préparation
L'infusion de pomme de terre se prépare en faisant bouillir dans l'eau 200 g de pommes de terre tranchées (lavées mais non pelées) pendant 30 minutes à 1h puis en laissant décanter le bouillon obtenu ou en le filtrant à travers un coton à fromage. On dilue ensuite en ajoutant de l'eau distillée pour un volume final d'un litre. Puis on ajoute 20 g de dextrose et autant d'agar-agar en poudre avant une stérilisation par autoclave à 100 kPa pendant 15 minutes.

## Potato dextrose broth
Un milieu de culture similaire (en abrégé « PDB », pour Potato dextrose broth) est préparé de manière identique au PDA, mais en omettant l'agar-agar. Parmi les organismes couramment cultivés sur le PDB figurent des levures, telles que Candida albicans et Saccharomyces cerevisiae, et des moisissures, telle que Aspergillus niger.